# Peter Kretschmer
Peter Kretschmer (Schwerin, 15 de febrero de 1992) es un deportista alemán que compite en piragüismo en la modalidad de aguas tranquilas.
Participó en los Juegos Olímpicos de Londres 2012, obteniendo una medalla de oro en la prueba de C2 1000 m. En los Juegos Europeos de Bakú 2015 consiguió una medalla de bronce.
Ganó cinco medallas en el Campeonato Mundial de Piragüismo, entre los años 2011 y 2023, y tres medallas en el Campeonato Europeo de Piragüismo entre los años 2012 y 
2018.

## Palmarés internacional
| Juegos Olímpicos   | Juegos Olímpicos            | Juegos Olímpicos  | Juegos Olímpicos |
| Año                | Lugar                       | Medalla           | Competición      |
| ------------------ | --------------------------- | ----------------- | ---------------- |
| 2012               | Londres (Reino Unido)       | Medalla de oro    | C2 1000 m        |
| Campeonato Mundial |                             |                   |                  |
| Año                | Lugar                       | Medalla           | Competición      |
| 2011               | Szeged (Hungría)            | Medalla de bronce | C2 500 m         |
| 2013               | Duisburgo (Alemania)        | Medalla de oro    | C4 1000 m        |
| 2017               | Račice (República Checa)    | Medalla de oro    | C2 1000 m        |
| 2018               | Montemor-o-Velho (Portugal) | Medalla de oro    | C2 1000 m        |
| 2023               | Duisburgo (Alemania)        | Medalla de oro    | C2 500 m         |
| Juegos Europeos    |                             |                   |                  |
| Año                | Lugar                       | Medalla           | Competición      |
| 2015               | Bakú (Azerbaiyán)           | Medalla de bronce | C2 1000 m        |
| Campeonato Europeo |                             |                   |                  |
| Año                | Lugar                       | Medalla           | Competición      |
| 2012               | Zagreb (Croacia)            | Medalla de plata  | C2 1000 m        |
| 2017               | Plovdiv (Bulgaria)          | Medalla de oro    | C2 1000 m        |
| 2018               | Belgrado (Serbia)           | Medalla de oro    | C2 1000 m        |